# Korpilombolo distrikt
Korpilombolo distrikt är ett distrikt i Pajala kommun och Norrbottens län. Distriktet ligger omkring Korpilombolo i norra Norrbotten. 

## Tidigare administrativ tillhörighet
Distriktet inrättades 2016 och utgörs av socknen Korpilombolo i Pajala kommun.
Området motsvarar den omfattning Korpilombolo församling hade 1999/2000.

## Tätorter och småorter
I Korpilombolo distrikt finns en tätort men inga småorter.

### Tätorter
- Korpilombolo